# 红旗派
红旗派，简称旗派，是广东文化大革命中与东风派（红旗派称为“总派”）对立的派别。

## 历史
1967年1月22日，部分广州造反派组织组成的“省革联”（广东省革命造反联合委员会）宣布夺取中共广东省委权力，被称为广东“一·二二”夺权。2月8日，造反派冲击军区，被称为“二·八”冲军区。3月，广东军管，广东省军区取缔了“珠影东方红”、“八一战斗兵团”等组织。“地总”、“红总”、“主义兵”等认为“三月东风浩荡，军管成绩辉煌”，自称“东风派”。
4月14日，周恩来到达广州，他讲话说：“三个‘红旗’是革命左派，这就是‘中大红旗’和‘八·三一’，‘华工红旗’，‘广医红旗’。”“‘地总’、‘红总’拥有大量工人群众，他们都是广州工人的革命组织，只是有些偏于保守。这两个组织不能称为大老保，也不能笼统地称为保守派。”
4月22日，“中大红旗”、“华工红旗”等组织组成“广州红色造反司令部”。23日，“红旗工人赤卫队广州总部”、“广州工交红旗革命造反委员会”等群众组织组成“广州红旗工人革命造反总司令部”。从此，广州的群众组织正式分化为红旗派和东风派，并出现大规模武斗事件。
7月23日，在越秀山体育场追悼7月20日广州糖厂武斗死亡人员的红旗派成员与在中山纪念堂举行“毛泽东主义红卫兵广州总部”成立大会的东风派成员发生冲突，造成伤亡。
8月至9月，两派签订停止武斗的协议。10月，两派达成大联合的协议。11月12日，中共中央、国务院、中央军委、中央文革作出《关于广东问题的决定》。此后广州红代会、工代会、农代会先后成立。
12月，旗派在佛山开会，通过《佛山会议纪要》，此后旗派分化。旗派内部的极左思潮被称为“八·五”思潮（得名于小报《八·五公社》），其最重要的文章是1968年2月发表的《激战前的沉寂——论目前广州时局的若干问题》。
1968年2月21日，广东省革命委员会、广州市革命委员会同时成立。旗派的刘继发任广东省革命委员会副主任。

## 组织
包括“三面红旗”：“华工红旗”（毛泽东思想红卫兵华南工学院红旗公社）、“中大红旗”（毛泽东思想红卫兵中山大学红旗公社）、“广医红旗”（毛泽东思想红卫兵广州医学院红旗公社），以及“工联”、“红旗工人”（红旗工人赤卫队广州总部）等组织。

## 流行文化
在1984年上映的电影《省港旗兵》及其续集中，“旗兵”指红旗派的红卫兵。

## 扩展阅读
- 薛声钦，《十年人生梦——文革亲历记》，北京：中国文史出版社，2007。（作者属红旗派，曾任广州市革命委员会常委。）
- 刘国凯，《广州红旗派的兴亡》，2006